# ANSI-графіка

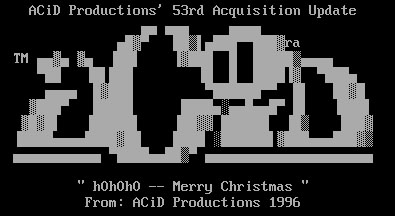
ANSI-графіка з «ACiD Productions».

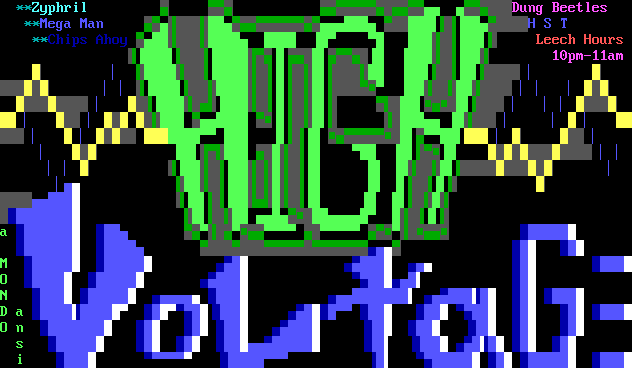
ANSI-графіка для «High Voltage» BBS.

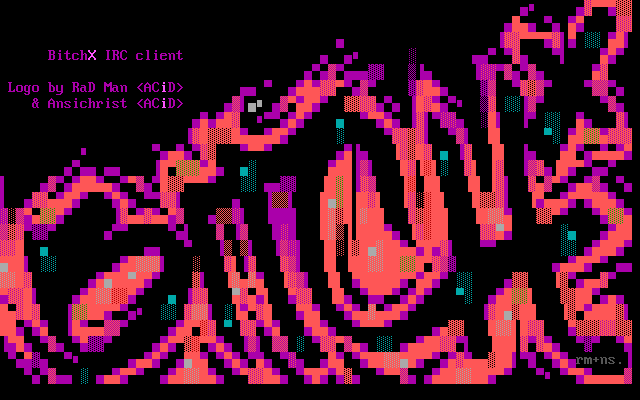
Заставка BitchX, що виконана в ANSI-графіці.

ANSI-графіка — розширення ASCII-графіки. Цей вид цифрової графіки створює картинку із символів, але використовує не тільки символи, пропоновані кодуванням ASCII, а всі 224 друковані символи, 16 кольорів шрифту і 8 фонових кольорів, підтримуваних драйвером ANSI.SYS, який використовувався в системі DOS. ANSI-графіка використовувалася в BBS.
Файли часто мали розширення .ans. Для їх створення часто використовувалися спеціальні програми, зокрема пакет TheDraw, написаний Яном Девісом (англ. Ian E. Davis) в 1986 році. Цей пакет, серед іншого, дозволяв створювати анімацію, а також мав «шрифти», тобто набори великих символів, складених з маленьких.
Майже повне зникнення BBS і DOS різко зменшило популярність ANSI-графіки. Середовища DOS під Windows NT не використовують ANSI.SYS; навіть перегляд ANSI-графіки в середовищі Windows NT вимагає спеціальних програм. Однак, графіка ANSI як і раніше підтримується консольним текстовим драйвером Linux.
У стилі ANSI-графіки працювали групи ACiD Productions, Black Maiden, iCE Advertisements.
Зараз [коли?] любителі цього мистецтва збираються на каналах #ansi і #ans в мережі EFNet в IRC.